# Ди Белла, Габриэль
Габриэ́ль Ди Бе́лла — глава Постоянного представительства МВФ в Российской Федерации с 15 июля 2015 по август (сентябрь) 2019 года. Занимается разработкой программ МВФ для стран с низким уровнем дохода.

## Биография
Родился в Аргентине. В 2003 году окончил Висконсинский университет в Мадисоне, доктор философии (PhD) по экономике 

. Постпредом МВФ назначался неоднократно, в Никарагуа и Гаити.

## Карьера
C 1991 по 2002 год — работал в области экономики и финансов в Буэнос-Айресе. С 2002 года работает в МВФ. С 2012 по 2013 год — старший эксперт сектора США. С 2013 по 2015 год — глава миссии в Республике Гаити. C 2015 по август (сентябрь) 2019 года — Глава Постоянного представительства МВФ в Российской Федерации.

## Критика
Активисты Национально-освободительного движения, в частности Евгений Алексеевич Фёдоров винит Габриэль Ди Беллу в повышении пенсионного возраста в России.